# Каролина Собанска
Каролина Собанска (пољ. Karolina Rozalia Tekla Sobańska, девојачко презиме пољ. Rzewuska) (1793/1795—1885) била је пољска племкиња из познате пољске аристократске родбине Ржевуских и руски шпијун за време Руске Империје, која је за време живота у Одеси шпијунирала и познатог писца Адама Мицкјевича. Сестра је Евелине Ханске, жене француског писатеља Онора де Балзака. Као фатална жена из богатог миљеа водила је више образа у свом животу, као пољска племкиња, супруга, љубавница познатим личностима и као шпијун у служби руског цара. Главно поприште тих збивања је била руска Одеса, тада један од богатијих трговачких градова, не само Руске Империје, него и Европе.
Неки од познатијих мушкараца са којим се дружила били су Адам Мицкјевич, Александар Пушкин и генерал гроф Иван Јосипович Вит. Њен тајни живот шпијуна обелоданио се тек 1935. године када је Совјетски Савез објавио до тада недоступне записке и писма који су се везивали на живот Александра Пушкина. Разоткривена тајна била је шок за Пољску.

## Биографија
Рођена је у пољској племићкој породици Ржевуских у граду Погребишче, тада Руска Империја, данас део Украјине. Као млада била је често код своје родбине у Бечу, где се школовала и научила госпоских манира. Тамо је била чести гост код братића Вацлава Ржевског, авантуристе који је био ожењен са својом сестрчином кнегињом Александром Љубомирској. Аристократски живот са салонским забавама наставила је са преласком у Одесу.

## Одеса
Након селидбе у Одесу удала се за богатог трговца из Одесе Хијеронима Собанског, који је од ње био двапут старији. Хијероним Собански бавио се извозом житарица чиме се и обогатио. Узрок удаје је био и лоше финансијско стање Каролине и њене породице, углавном због великог трошења и живота на великој нози. Одеса је место где су се вршила највећа збивања њеног живота. Прељубе са Мицкјевичем, генералом Витом, Пушкином само су неке од одважних. Од стране генерала Ивана де Вита вребована је у службу Руске Империје као шпијун. Тада је Одеса била, поред Санкт Петербурга и Москве, један од метрополиса Руске Империје, где се слило и доста пољских револуционара и руских декабриста, који су планирали рушење цара Александра I. Један од тих је био и Адам Мицкјевич. Године 1836, неколико година након пољског устанка Иван де Вит напустио је Каролину. Тада се удала за једног од Витових прибочника, Србина у служби руске војске, Стефана Черковића, који је Пољацима био познат као један од немилосрднијих лица током гушења варшавског устанка 1830–1831.